# Vígabjargsfoss
Vígabjargsfoss (in lingua islandese: cascata di Vígabjarg), è una cascata alta 3 metri, assimilabile a una serie di rapide del fiume Jökulsá á Fjöllum, situata a est di Reykjahlid, nella regione del Norðurland eystra, la parte nord-orientale dell'Islanda.

## Descrizione
Vígabjargsfoss è l'ultima cascata del fiume Jökulsá á Fjöllum, il secondo più importante del paese, che scorre nella regione nordorientale del Norðurland eystra. Il fiume, che è alimentato dal ghiacciaio Vatnajökull, forma la cascata abbassandosi di 3 metri lungo un tratto inclinato, formando una cascata che può anche essere considerata un tratto di rapide del fiume. Il fiume scorre all'interno del canyon Jökulsárgljúfur (gola del fiume del ghiacciaio); l'intera area dal 1945 è inclusa nel Parco nazionale del Vatnajökull, uno dei quattro parchi nazionali dell'Islanda.
Dopo la cascata Vígabjargsfoss, il Jökulsá á Fjöllum va a sfociare nel fiordo Öxarfjörður, e quindi nell'Oceano Artico. A monte di Vígabjargsfoss ci sono le cascate Réttarfoss, Hafragilsfoss, la potente Dettifoss e Selfoss (quest'ultima non fa parte del parco del Vatnajökull).

## Accesso
Vígabjargsfoss è raggiungibile da ovest seguendo dapprima la strada 862 Dettifossvegur e proseguendo poi per la strada 887 Tungnavegur. 
La cascata è inclusa nel percorso turistico chiamato Diamond Circle, che si snoda tra Húsavík e il lago Mývatn nella parte settentrionale dell'Islanda. Dalla Hringvegur, la grande strada ad anello che contorna tutta l'isola, si prende la strada sterrata 864 e la si segue per 36 km. Si trovano nell'ordine la grande cascata Dettifoss (a 9 km), Hafragilsfoss e successivamente Réttarfoss e Vigabjargsfoss. Selfoss invece è situata 1 km a monte di Dettifoss.